# Iringa
Iringa è una città della Tanzania, capoluogo della regione omonima (popolazione: 112.900 nel 2004). Il nome deriva dalla parola lilinga, che in lingua hehe significa "forte". Si trova su una collina che sovrasta il fiume Ruaha, oltre 1550 m s.l.m. È sede dell'Università di Tumaini.

## Economia e collegamenti
Iringa è un centro industriale, con impianti manifatturieri e alimentari; la maggior parte dell'elettricità usata dagli stabilimenti (e dalle abitazioni) proviene dalla vicina Diga di Mtera. La città costituisce anche uno snodo del sistema di trasporti della regione, con traffico di autobus e camion verso Dar es Salaam, Mbeya, Songea e Dodoma; in particolare, il collegamento con Dar es Salaam è costituito dall'autostrada Tanzam.

## Storia
La regione di Iringa fu abitata fin dalla preistoria, come testimoniato dal sito archeologico di Isimila (12 km da Iringa), con reperti dell'Età della Pietra datati a circa 70.000 anni fa.
Nel XIX secolo, Iringa fu la capitale del popolo Hehe, il cui dominio si estendeva in gran parte del territorio circostante. La città hehe non sorgeva in corrispondenza dell'odierno centro di Iringa, bensì nella località adiacente oggi nota come Kalenga. Il nucleo della città moderna venne edificato dai tedeschi come base difensiva dopo che ebbero espugnato la capitale degli Hehe (1894).

## Geografia fisica

### Clima
Nei mesi di giugno, luglio e agosto le temperature sono piuttosto basse, e si possono avere occasionali ghiacciate.